# عزلة ذاهب (ذمار)

تعديل مصدري - تعديل

عزلة ذاهب هي إحدى عزل مديرية المنار في محافظة ذمار اليمنية.

## السكان
بلغ عدد سكان عزلة ذاهب 3254 نسمة بحسب التعداد للسكان والمساكن والمنشآت في اليمن لعام 2004.

## توزيع السكان
يتوزع السكان والمساكن والأسر على مستوى قرى عزلة ذاهب على النحو التالي:
| م | قرية         | عدد المساكن | عدد الأسر | الذكور | الأناث | الإجمالي |
| - | ------------ | ----------- | --------- | ------ | ------ | -------- |
| 1 | تعز المنار   | 175         | 154       | 502    | 473    | 975      |
| 2 | ذاهب         | 93          | 87        | 289    | 293    | 582      |
| 3 | الولي        | 75          | 75        | 320    | 255    | 575      |
| 4 | الحبضي       | 51          | 45        | 193    | 195    | 388      |
| 5 | وادي الصافية | 101         | 101       | 382    | 352    | 734      |
|   | الإجمالي     | 495         | 462       | 1686   | 1568   | 3254     |

## روابط خارجية
- الجهاز المركزي للإحصاء بالجمهورية اليمنية
- المركز الوطني للمعلومات باليمن
- World Gazetteer:Yemen
- الدليل الشامل